# Kremlin de Súzdal
El kremlin de Súzdal (ruso: Суздальский Кремль) es un kremlin totalmente medieval del siglo X. La primera mención escrita del kremlin de Súzdal data de 1024. El kremlin está estratégicamente situado en la curva del río Kamenka en la parte meridional de la actual ciudad de Súzdal, protegido en tres de sus lados por el río y por un foso en el este. Estaba, además, rodeado por terraplenes de tierra, que se han conservado hasta el presente. Posee una iglesia de culto ortodoxo de arquitectura tradicional rusa de los siglos XVI y XVII, junto con algunos edificios anexos como el convento de María Protectora, antiguo lugar de exilio y retiro de damas de clase social alta como las mujeres de los zares Iván III el Grande, Basilio III y Pedro I el Grande.
Forma parte del Patrimonio de la Humanidad de la Unesco desde 1992 como integrante del conjunto denominado Monumentos Blancos de Vladímir y Súzdal.